# Baressa
Baressa (sardisk: Arèssa) er en by og en kommune (comune) i provinsen Oristano i regionen Sardinien i Italien. Byen ligger i 165 meters højde og har 651 indbyggere (2016). Kommunen har et areal på 12,51 km² og grænser til kommunerne Baradili, Gonnoscodina, Gonnosnò, Siddi, Simala, Turri og Ussaramanna.